# آرون نيمزوفيتش
ارون نيمزوڤيتش (الروسية: Аро́н Иса́евич Нимцо́вич) (7 نوفمبر 1886 - 16 مارس 1935) كان لاعب شطرنج وكاتبًا دنماركيًا من مواليد لاتفيا. يعد آرون واحد من أفضل اللاعبين في التاريخ. كان شخصية مؤثرة وكان السبب الأكبر لذلك هو كتابه الذي ألفه "أسلوبي" (my system)، وكان لهذا الكتاب تأثيرًا كبيرًا على الأستاذ وبطل العالم لشطرنج السابق (ديكران بيدوسيان) وغيره الكثير.

## حياته
وُلِد نيمزوفيتش الناطق باللغة اليديشية في ريغا، التي كانت آنذاك جزءًا من الإمبراطورية الروسية، من عائلة ثرية، حيث تعلم الشطرنج من والده شايا أبراموفيتش نيمزوفيتش (1860، بينسك - 1918)، الذي كان تاجر أخشاب. بحلول عام 1897، عاشت العائلة في دفينسك. اسم الأم: إفير نوهوموفنا نيمزوفيتش (ولدت رابينوفيتش، 1865، بولوتسك – 1937)، الأخت – تسيليا كرينا بيفزنر، الإخوة ياكوف وأوسي وبينو. في عام 1904، سافر إلى برلين لدراسة الفلسفة، لكنه ترك دراسته جانبًا قريبًا وبدأ حياته المهنية كلاعب شطرنج فارسي محترف وفي نفس العام فاز بأول بطولة دولية له في ميونيخ عام 1906. ثم تعادل لأول مرة مع ألكسندر ألكين في سانت بطرسبورغ 1913/14 (بطولة عموم روسيا للماسترز الثامنة).أثناء الثورة الروسية عام 1917، كان نيمزوفيتش في منطقة حرب البلطيق. لقد نجا من التجنيد في أحد الجيوش من خلال التظاهر بالجنون، والإصرار على أن هناك ذبابة في رأسه. ثم هرب بعد ذلك إلى برلين، وأعطى اسمه الأول أرنولد، ربما لتجنب الاضطهاد المعادي للسامية. انتقل نيمزوفيتش في النهاية إلى كوبنهاجن في عام 1922، حيث عاش بقية حياته في غرفة واحدة صغيرة مستأجرة. وفي كوبنهاغن، فاز ببطولة الشمال مرتين، عامي 1924 و1934. وحصل على الجنسية الدنماركية وعاش في الدنمارك حتى وفاته عام 1935.

## مسيرة الشطرنج
بلغت مسيرة نيمزوفيتش ذروتها في أواخر عشرينيات القرن العشرين وأوائل ثلاثينياته. صنفه مقياس الشطرنج كثالث أفضل لاعب في العالم من عام 1927 إلى عام 1931، خلف ألكسندر أليخين وخوسيه كابابلانكا .  كانت أبرز نجاحاته هي احتلال المركز الأول في كوبنهاجن عام 1923، وماريانسكي لازني عام 1925، ودريسدن عام 1926، وهانوفر عام 1926، وبطولة كارلسباد عام 1929 للشطرنج ، والمركز الثاني خلف أليخين في بطولة سان ريمو للشطرنج عام 1930. لم يطور نيمزوفيتش أبدًا موهبة في اللعب بالمباريات، ومع ذلك؛ كان أفضل نجاح له في المباراة هو التعادل مع أليخين، لكن المباراة كانت تتكون من مباراتين فقط وأقيمت في عام 1914، قبل ثلاثة عشر عامًا من فوز أليخين بلقب بطل العالم.
لم يتغلب نيمزوفيتش على كابابلانكا أبدًا (+0−5=6)، لكنه كان أفضل حالًا ضد أليخين (+3−9=9). حتى أنه تغلب على أليخين بالقطع السوداء ، في مباراتهما القصيرة عام 1914 في سانت بطرسبرغ . إحدى أشهر ألعاب نيمزوفيتش هي لعبته الخالدة الشهيرة ضد ساميش في كوبنهاجن عام 1923. لعبة أخرى حول هذا الموضوع هي فوزه على بول جونر في دريسدن عام 1926. عندما كان في حالة جيدة، كان نيمزوفيتش خطيرًا للغاية بالقطع السوداء، حيث سجل العديد من الانتصارات الرائعة على أفضل اللاعبين.

## موت
على الرغم من معاناته الطويلة من مشاكل في القلب، إلا أن وفاته المبكرة كانت غير متوقعة؛ حيث أصيب بالمرض فجأة في نهاية عام 1934، وظل طريح الفراش لمدة ثلاثة أشهر قبل أن يموت بسبب الالتهاب الرئوي .  ودُفن في مقبرة بيسبيبيرج في كوبنهاجن. 

## روابط خارجية
- آرون نيمزوڤيتش على موقع مباريات الشطرنج (الإنجليزية)
- آرون نيمزوڤيتش على موقع 365Chess.com (الإنجليزية)
- آرون نيمزوڤيتش على موقع Chesstempo.com (الإنجليزية)